# Distrito electoral de Stapleton No. 2
Stapleton No. 2 (en inglés: Stapleton No. 2 Precinct) es un distrito electoral ubicado en el condado de Logan en el estado estadounidense de Nebraska. En el Censo de 2010 tenía una población de 277 habitantes y una densidad poblacional de 1,62 personas por km².

## Geografía
Stapleton No. 2 se encuentra ubicado en las coordenadas 41°25′43″N 100°36′39″O / 41.42861, -100.61083. Según la Oficina del Censo de los Estados Unidos, Stapleton No. 2 tiene una superficie total de 170.48 km², de la cual 170.02 km² corresponden a tierra firme y (0.27%) 0.47 km² es agua.

## Demografía
Según el censo de 2010, había 277 personas residiendo en Stapleton No. 2. La densidad de población era de 1,62 hab./km². De los 277 habitantes, Stapleton No. 2 estaba compuesto por el 98.92% blancos, el 0% eran afroamericanos, el 1.08% eran amerindios, el 0% eran asiáticos, el 0% eran isleños del Pacífico, el 0% eran de otras razas y el 0% pertenecían a dos o más razas. Del total de la población el 2.17% eran hispanos o latinos de cualquier raza.